# Гао Цзунъу
Гао Цзунъу (кит. 高宗武; Уэйд-Джайлс: Kao Tsung-wu;; 1905—1994) — китайский дипломат в Китайской Республике во время  Японо-китайской войны. Он был наиболее известен тем, что играл ключевую роль в переговорах между Китаем и Японией с 1937 по 1940 год, которые первоначально намеревались заключить мирное соглашение между ними, но которые привели к дезертирству видного государственного деятеля Ван Цзинвэя и созданию прояпонского коллаборационистского Реорганизованного национального правительства Китая. Разочаровавшись в жестких условиях, навязанных японцам новому режиму Ван Цзинвэя, он обнародовал полные документы плана Основного договора, который Япония требовала в качестве основы своих отношений с новым режимом, что было крупным пропагандистским переворотом для Чан Кайши и ударом по молодому правительству Вана, которое только что было разоблачено как ещё одно марионеточное государство. Первоначально Гао должен был стать заместителем министра иностранных дел режима Ван Цзинвэя до его дезертирства обратно к Чан Кайши в январе 1940 года.

## Биография

##### Ранняя жизнь и карьера
Гао Цзунъу родился около 1905 года и получил образование в Японии в Императорском университете Кюсю. Описанный как умный и опытный политик, Гао страдал от хронических приступов туберкулеза. Позже он вернулся в Китай, чтобы преподавать политологию в Нанкинском университете, и части его диссертации по китайско-японской дипломатии были опубликованы в китайских журналах. Они были прочитаны Ли Шэнву, ученым по международному праву, получившим образование в Оксфорде, и коллегой Ван Цзинвэя, который привлек к ним свое внимание. Ван встретился с Гао, будучи впечатлен работой молодого человека, и пригласил его присоединиться к правительству (Ван в то время был министром иностранных дел Китая). Гао быстро поднялся по служебной лестнице благодаря своим способностям и стал начальником Азиатского бюро Министерства иностранных дел до того, как ему исполнилось тридцать лет. Таким образом, он стал одним из ближайших друзей и сторонников Вана, войдя в так называемый «сдержанный клуб» китайских чиновников, которые хотели установить мир с Японией после инцидента на мосту Марко Поло, несмотря на атмосферу измены, которая окружала тех, кто поддерживал мирную политику в глазах общественности. Он стал одним из самых выдающихся членов группы, наряду с Чжоу Фохаем. Гао также имел обширные контакты среди китайского банковского сообщества, члена которого он хорошо знал через общего знакомого, что помогло продвинуть его карьеру.
Гао Цзунъу свободно говорил по-японски и служил переводчиком Ван Цзинвэя, в то время как последний был министром иностранных дел.

##### Китайско-японские мирные переговоры
Гао будет играть важную роль в переговорах между Японией и китайским правительством в течение следующих двух лет. Между инцидентом на мосту Марко Поло летом 1937 года и началом боевых действий в Шанхае осенью того же года Гао встретился с Ваном и Чан Кайши. Он выразил намерение заключить мирное соглашение с Японией и полностью переломить китайско-японские отношения. Ван согласился, и Чан Кайши дал свое согласие. 31 июля 1937 года Гао встретился с банковским контактом и своим знакомым, японским бизнесменом Ниси Ёсиаки, протеже Мацуока Ёсукэ, японским дипломатом и бывшим президентом Южно-Маньчжурской железнодорожной компании, который поддерживал движение за мир. Вскоре после падения Нанкина Гао ушёл в отставку со своего поста в Министерстве иностранных дел и отправился в Гонконг с миссией по сбору разведданных, но на самом деле был там по приказу Чжоу Фохая и сдержанного клуба, чтобы установить контакты с официальными лицами, симпатизирующими движению за мир. Чжоу все время информировал Чан Кайши об их усилиях.
В конце 1937 года Гао взял перерыв, чтобы оправиться от туберкулеза, и его друг из министерства иностранных дел продолжил свою работу, встретившись с Ниши в январе 1938 года в Шанхае. Именно через Ниси друг Гао организовал визит в Токио 15 февраля, чтобы начать беседы с прокитайскими членами японского руководства, главным из которых был полковник Кагэса Садааки из отдела стратегии Генерального штаба армии вместе с заместителем начальника Генерального штаба Хаяо Тада. Через друга Гао они передали Чан Кайши ряд писем, описывающих их желание договориться о мире. После отъезда из Японии 5 марта он встретился с Гао, Ниси и журналистом Мацумото Сигэхару — бывшим профессором Гао в Университете Кюсю — в Гонконге. После этого они направились сообщить о своих выводах Чжоу, который передал письма Чану.
16 апреля Гао вернулся в Гонконг и встретился с Ниши, рассказав ему о положительной реакции Чан Кайши на письма полковника Кагэса. Он также рассказал Гао об основных условиях мира, включая признание Японией суверенитета Китая, а затем переговоры по вопросу о Маньчжоу-го и Внутренней Монголии. Затем Ниши отправился в Японию 19 апреля, чтобы посмотреть, возможен ли визит Гао в Токио, но вернулся с отрицательными результатами, поскольку Кагэса не желал вступать в переговоры в то время. Он вернулся из Японии не более чем смутными заверениями в поддержке со стороны некоторых офицеров Генерального штаба армии, о которых Гао доложил Чану, к большому возмущению китайского лидера, который приказал Гао прервать переговоры. Однако в марте 1938 года Гао встретился с Мацумото, который призвал его предпринять несанкционированную миссию в Токио. Чжоу Фохай поддержал идею, предложив взять на себя ответственность за поездку. Гао прибыл в Японию в начале июля.
Во время трехнедельного пребывания дипломата в Токио он встретился с Такэру Инукаем, советником премьер-министра Японии принца Фумимаро Коноэ. Было неясно, как именно появилось имя Ван Цзинвэя, но Гао, подчеркивая, что он не намерен выступать против Чан Кайши, считал, что переговоры могут продолжаться через Вана, если Чан Будет слишком неохотно их продолжать. Гао передал результаты своей миссии Чжоу после его возвращения в Шанхай в середине июля, но в конечном итоге был снова госпитализирован из-за туберкулеза. Чжоу сообщил о результатах поездки Гао в Токио как Вану, который был против идеи предательства Чан Кайши, так и самому китайскому лидеру, которого это раздражало больше, чем что-либо ещё. Тем не менее, отношение Вана изменилось по мере того, как 1938 год продолжался, и все больше китайских гражданских лиц погибло в результате усиливающейся войны, в которой Ван обвинил политику сопротивления Гоминьдана. К осени 1938 года Гао установил контакт между другим сдержанным членом клуба, Мэй Сипином, и Мацумото, который, в свою очередь, связал его с Токио, что заверило Мэй, что японское военное министерство готово проводить более мягкую политику в отношении Китая. Сдержанный клуб был также воодушевлен радиообращением принца Коноэ от 3 ноября 1938 года, в котором содержался призыв к «Новому порядку в Восточной Азии», чтобы противостоять коммунизму и западному империализму, и что Япония будет приветствовать Китай в нём, даже рассматривая возможность отказа от требований территориальных и экономических уступок.
С 12 по 20 ноября Гао, Мэй Сипин и Чжоу Лунсян отправились в Шанхай, чтобы принять участие в переговорах о возможном дезертирстве Вана из правительства Чан Кайши в Чунцине. Они подпишут документ, известный как «Материалы конференции», который послужит основным соглашением об условиях между скромным клубом и Императорской армией Японии. На японской стороне с подполковником Имаи Такэо, руководителем операции «Ватанабэ» (японское кодовое название сделок, которые привели к дезертирству Вана), вместе с полковником Кагэса и Такэру Инукаем, которые прилетели из Токио, когда были проработаны последние детали. Команда Гао и японская сторона обсудили пять важных вопросов: признание Маньчжоу-го, китайские компенсационные выплаты Японии, японская экономическая деятельность в Китае, японская экстерриториальность и вывод войск IJA из Китая. Противоречивые сообщения от участников возникли по поводу того, согласилась ли китайская сторона признать Маньчжоу-го или нет. Но они решительно отвергли любые выплаты возмещения. Гао и его группа добились уступок в экономических делах, согласившись просто предоставить Японии разрешение на эксплуатацию природных ресурсов северного Китая и придать ей статус привилегированной торговой нации. Японцы также согласились пересмотреть свои экстерриториальные уступки в Китае. Что касается вывода войск, то они договорились, что Китай и Япония будут иметь совместные антисоветские силы обороны во Внутренней Монголии и коридоре Пекин-Тяньцзинь, в то время как японские войска покинут остальную часть Китая в течение двух лет.
Обе группы также пришли к соглашению относительно деталей дезертирства Вана и о том, что он не просто возглавит движение за мир, но, по сути, новое коллаборационистское правительство (хотя Ван позже сделал противоречивое заявление об этом в своем завещании на смертном одре в 1944 году, утверждая, что в то время они не намеревались установить режим, выступающий против Чан Кайши). По словам Гао, французский посол в Китае Анри Косме оказал некоторое влияние на решение Вана дезертировать, который считал, что Китаю было бы лучше достичь мирного соглашения, поскольку Япония была более могущественной. Они намеревались создать это правительство в неоккупированном Китае, чтобы подчеркнуть независимость Вана и избежать предательского марионеточного статуса существующих марионеточных режимов, Временного правительства и Реформатского правительства Китайской Республики. Они будут полагаться на поддержку антигоминьдановских региональных полевых командиров, которые не доверяли Чану, который, как они ожидали, присоединится к правительству Вана, а также на крупные наступления IJA против националистической армии.
Без ведома Гао и других в то время японское правительство не взяло на себя полную роль в наблюдении за результатами конференции в Шанхае, но оставило работу более низким военным офицерам. Это были чиновники, симпатизирующие Китаю, но представлявшие меньшинство в японском руководстве. Это будет иметь последствия позже, когда японское высшее руководство в конечном итоге не согласится использовать термины, достигнутые на этой конференции. Между тем, делегаты также разработали график дезертирства Вана. Ван в конце концов бежал в Ханой во французском Индокитае, но переговоры затянулись на месяцы, поскольку принц Коноэ нанес ущерб мирному движению в объявлении от 22 декабря 1938 года, которое ясно показало его отсутствие приверженности условиям конференции, поддавшись давлению со стороны бескомпромиссной фракции Генерального штаба. Примерно в то же время военная бюрократия приняла гораздо более жесткую политику в отношении Китая, [21] в то время как принц Коноэ лично не был заинтересован в поддержке Вана в формировании нового китайского правительства. Преемник Коноэ на посту премьер-министра, барон Хиранума Киитиро, также занял выжидательную позицию в отношении ситуации с Ван Цзинвэем.
Когда группа Ван начала уходить из Ханоя в Японию в апреле 1939 года и прошла точку невозврата после того, как личный секретарь Вана был убит в неудачном гоминьдановском ударе «Синие рубашки», Гао Цзунъу разочаровался и стал представлять антияпонский лагерь движения за мир. Японцы уже начали его недолюбливать из-за его настойчивой позиции на Шанхайской конференции, чтобы дать режиму Вана как можно больше независимости и власти. Он считал, что Ван рискует стать марионеткой. В мае и июне Ван совершил визит в Токио, чтобы встретиться с высокопоставленными должностными лицами японского правительства, а также с Чжоу и Гао (которые советовали ему не встречаться). В течение этого времени их японские хозяева идентифицировали Гао как «нарушителя спокойствия» и стремились максимально отделить его от Вана. Гао был близок к тому, чтобы быть отравленным, находясь там, что не улучшило его мнение о японцах.
Однако движение Ван добилось прогресса в середине 1939 года после завершения пограничных столкновений между Японией и Советами в Маньчжурии. Когда после столкновений союзник Японии Германия подписала пакт о ненападении с Советским Союзом, правительство Хиранума, поддерживающее Ось Хиранума, пало, и его заменило правительство Абэ Нобуюки, которое симпатизировал Вану. Правительство Абэ согласилось пообещать полную поддержку Вану. В свете этого командование IJA в Китае было реорганизовано в одно объединённое командование (Китайская экспедиционная армия), что положило конец ссорам Вана с лидерами существующих марионеточных режимов и их японскими сторонниками, позволив ему взять их под свою власть. В ноябре и декабре 1939 года группа Ван договорилась с японскими властями о другом наборе условий, в которых японцы вернулись ко всему, что они обещали на предыдущей Шанхайской конференции, согласованной Гао и Мэй, опираясь на более жесткие условия, составленные военной бюрократией, и к тому времени Гао настолько разочаровался в остальной части движения за мир из-за этого японского предательства, что он бросил Вана.
На Новый год в 1940 году Гао Цзунъу и один из его соратников, Тао Сишэн, сбежали при содействии печально известного шанхайского криминального босса Ду Юэшэна, который связался с Чан кайши, чтобы сообщить ему о намерении Гао вернуться, который попросил начальника националистической разведки генерала Дай Ли помочь организовать их дезертирство. Гао, который перевел договор на китайский язык для Вана, украл у него копию. Они прибыли в Гонконг 5 января. Сначала они молчали, но 21 января передали секретные документы переговоров Вана с японцами информационному агентству «Гоминьдан». Затем на следующий день они опубликовали телеграмму, в которой обвинили Японию в попытке расчленить Китай и призвали Вана пересмотреть свои действия. Это вызвало шок в движении Вана, разозлив Чжоу Фохая, например. Группа Вана ответила, что Гао был расстроен своей позицией (должен был быть просто заместителем министра иностранных дел, несмотря на его критическую роль и дипломатический опыт, в то время как портфель министерства иностранных дел вместо этого достался врачу по профессии, Чу Миньи), и что документы были поддельными. На самом деле они были копиями первоначальных предложений, а не окончательного соглашения, но многие из их пунктов остались прежними и представляли собой крупную пропагандистскую победу правительства Чан Кайши, поскольку они уничтожили доброе имя Вана в общественном восприятии.

##### Дальнейшая жизнь
После его знаменитого дезертирства властями в Чунцине, Гао получил паспорт от китайского генералиссимуса и эмигрировал в Соединённые Штаты, где он прожил остаток своей жизни до своей смерти.
Его мемуары были позже опубликованы и стали важным источником информации для историков о движении за мир Вана Цзинвэя.

## Книги
- Boyle, John H. China and Japan at War, 1937-1945; The Politics of Collaboration. — Stanford University Press, 1972. — ISBN 0804708002.
- Henriot, Christian. In the Shadow of the Rising Sun: Shanghai under Japanese Occupation. — Cambridge University Press, 2004. — ISBN 061889425X.
- Mitter, Rana. Forgotten Ally: China's World War II, 1937-1945. — Houghton Mifflin Harcourt, 2013. — ISBN 978-0521822213.